# Aaron Samuel Olanare
Aaron Samuel Olanare, dit Aaron Samuel, né le 4 juin 1994 à Port Harcourt au Nigeria, est un footballeur international nigérian, qui évolue au poste d'attaquant.

## Biographie

### Carrière en club
Le 12 octobre 2018, libre depuis son départ d'un commun accord du CSKA Moscou, il s'engage avec le Beitar Jérusalem pour une saison plus une autre en option.

### Carrière internationale
Aaron Samuel compte sept sélections et deux buts avec l'équipe du Nigeria depuis 2014.
Il est convoqué pour la première fois en équipe du Nigeria par le sélectionneur national Stephen Keshi, pour un match des éliminatoires de la CAN 2015 contre le Soudan le 11 octobre 2014. Il entre à la 67e minute de la rencontre, à la place de Nosa Igiebor. Le match se solde par une défaite 1-0 des Nigérians.
Le 15 octobre 2014, lors de sa deuxième sélection, il inscrit son premier but en sélection contre le Soudan, lors d'un match des éliminatoires de la CAN 2015. Le match se solde par une victoire 3-1 des Nigérians.

## Palmarès
- Avec le CSKA Moscou
  - Champion de Russie en 2016

## Statistiques
| Saison                | Club                  | Championnat           | Championnat | Championnat | Coupe(s) nationale(s) | Coupe(s) nationale(s) | Playoffs | Playoffs | Nigeria | Nigeria | Total | Total |
| Saison                | Club                  | Division              | M.          | B.          | M.                    | B.                    | M.       | B.       | M.      | B.      | M.    | B.    |
| 2010-2011             | Shooting Stars        | Premier League        | 23          | 15          | -                     | -                     | -        | -        | -       | -       | 23    | 15    |
| 2012                  | Vålerenga IF          | Tippeligaen           | 5           | 1           | -                     | -                     | -        | -        | -       | -       | 5     | 1     |
| 2013                  | Vålerenga IF          | Tippeligaen           | 10          | 0           | 2                     | 1                     | -        | -        | -       | -       | 12    | 1     |
| 2013                  | Sarpsborg 08          | Tippeligaen           | 13          | 5           | -                     | -                     | 2        | 1        | -       | -       | 15    | 6     |
| 2014                  | Sarpsborg 08          | Tippeligaen           | 13          | 5           | 3                     | 2                     | -        | -        | -       | -       | 16    | 7     |
| 2014                  | Guangzhou R&F         | Super League          | 16          | 8           | 1                     | 0                     | -        | -        | 4       | 2       | 21    | 10    |
| 2015                  | Guangzhou R&F         | Super League          | 18          | 7           | -                     | -                     | -        | -        | 3       | 0       | 21    | 7     |
| 2015-2016             | CSKA Moscou (prêt)    | Premyer Liga          | 7           | 2           | 3                     | 1                     | -        | -        | -       | -       | 10    | 3     |
| Total sur la carrière | Total sur la carrière | Total sur la carrière | 105         | 43          | 9                     | 4                     | 2        | 1        | 7       | 2       | 123   | 50    |